# Vincent de Soignies
Pour les articles homonymes, voir De Soignies et Saint Vincent.
Vincent de Soignies, né Madelgaire de Famars de Hainaut vers 607 au château de Sotteville à Strépy dans le comté de Hainaut et mort le 14 juillet 677 à Soignies, était le fils de Mauger et Onuguerra, et mari de sainte Waudru. Il se retira du monde vers 643 et fonda l'abbaye de Hautmont dont il devint l'abbé sous le nom de Vincent. Autour de son ermitage se développa une agglomération qui devint la ville de Soignies, dont il est considéré comme le fondateur. Liturgiquement, saint Vincent est commémoré le 14 juillet.
Il ne doit pas être confondu avec Madalgaire ou Madelgaire (Madalgarius), évêque de Laon en 682.

## Éléments biographiques

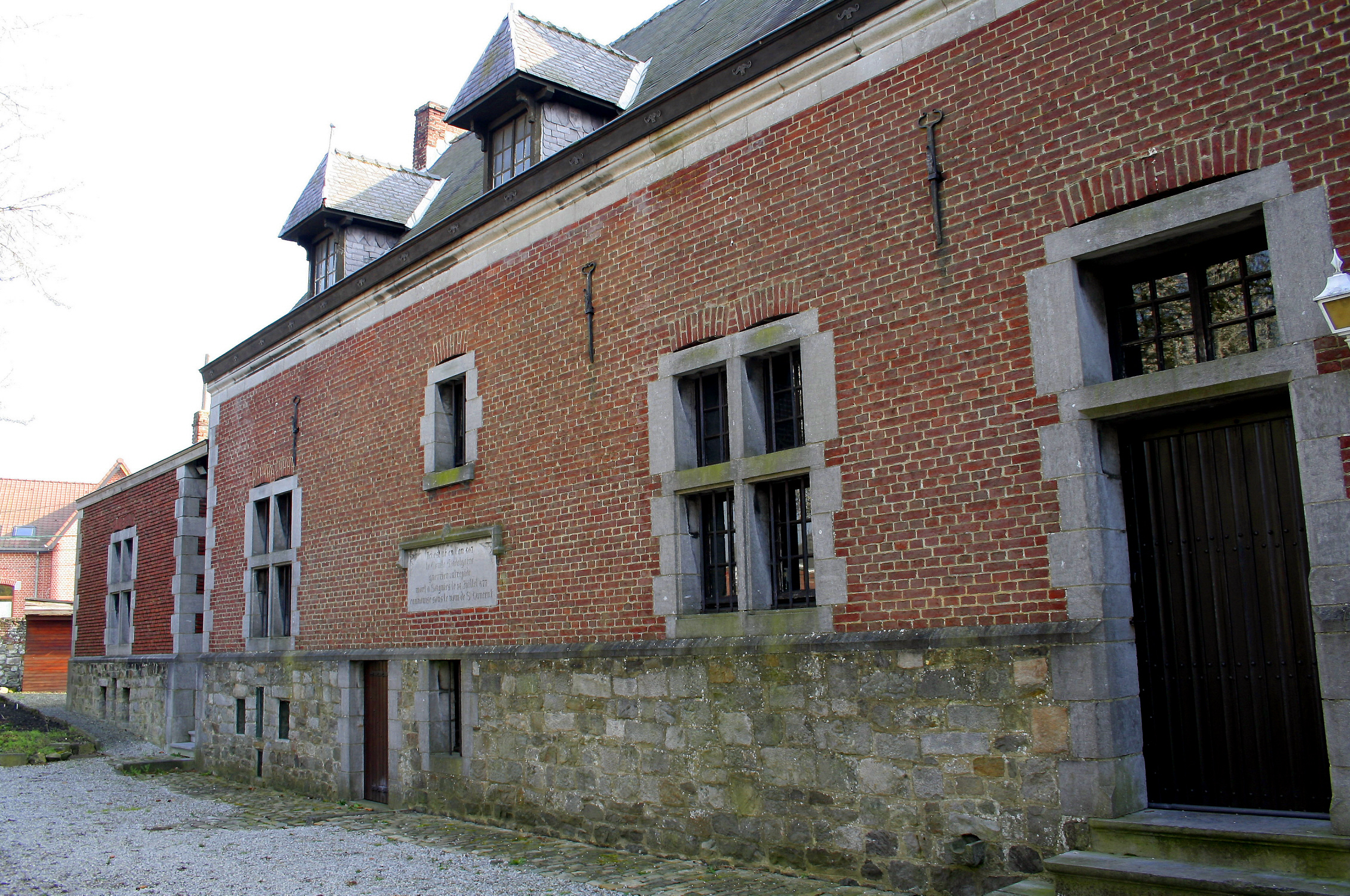
Lieu de naissance de Madelgaire à Strépy (ferme Sotteville).

Le plus ancien texte hagiographique (Opera hagiographica) connu à propos de saint Vincent, la Vita Vincentii Madelgarii Sonegiensis (uita prima), est assez tardif par rapport à sa mort en 677 puisqu'il date des environs de l'an 1020. Le texte hagiographique de sa belle-sœur, Aldegonde de Maubeuge, la Vita Aldegundis Malbodiensis (uita prima), plus ancien car du début du VIIIe siècle, permet de comparer les éléments rapportés à propos de Vincent dans les deux ouvrages.
Saint-Vincent, né sous le nom de Madelgaire de Famars de Hainaut, est le fondateur de la ville qui allait devenir Soignies. Il était le fils de Mauger et d'Onugerra (Omigère). Issu de l'aristocratie franque, il est né vers l'an 607 au château de Sotteville à Strépy et est décédé à Soignies, le 14 juillet 677. Mauger, son père, était l'un des leudes les plus puissants du royaume d'Austrasie.
Madelgaire fréquentait la cour de Dagobert Ier, puis de Sigebert III et accomplit différentes missions en Irlande dont il revint avec de fervents évangélistes : Feuillien, Ultan, Fursy, Eloquius, Adalgis et Elton.
Madelgaire épousa Waudru ou Waldetrude de Lommois qui était la fille de Walbert, le gouverneur du Hainaut, et de Bertille (ou Berthilde) de Thuringe. Waudru et Vincent eurent quatre enfants : Landry, évêque de Meaux, qui succéda à son père à la tête des monastères d'Hautmont et de Soignies, Dentelin (probablement décédé à l'âge de sept ans), Aldetrude qui succéda à Aldegonde (sa tante) comme Abbesse du couvent de Maubeuge et Madelberte qui succéda à sa sœur à cette charge.
Madelgaire et, à sa suite, Waudru décidèrent de se retirer du monde et entrer en vie religieuse. Madelgaire fonda un monastère à Hautmont qui devint l'abbaye bénédictine d'Hautmont. « Vincent » est son nom de moine en raison de sa victoire sur le « siècle » disent les textes anciens. Encore trop sollicité à Hautmont, il quitta le monastère avec quelques disciples vers un ermitage plus isolé encore. Ce dernier deviendra Soignies où il vécut jusqu'à sa mort (677). Aujourd'hui encore, ses reliques y sont vénérées en tant que saint patron fondateur de la ville.

### Repères chronologiques

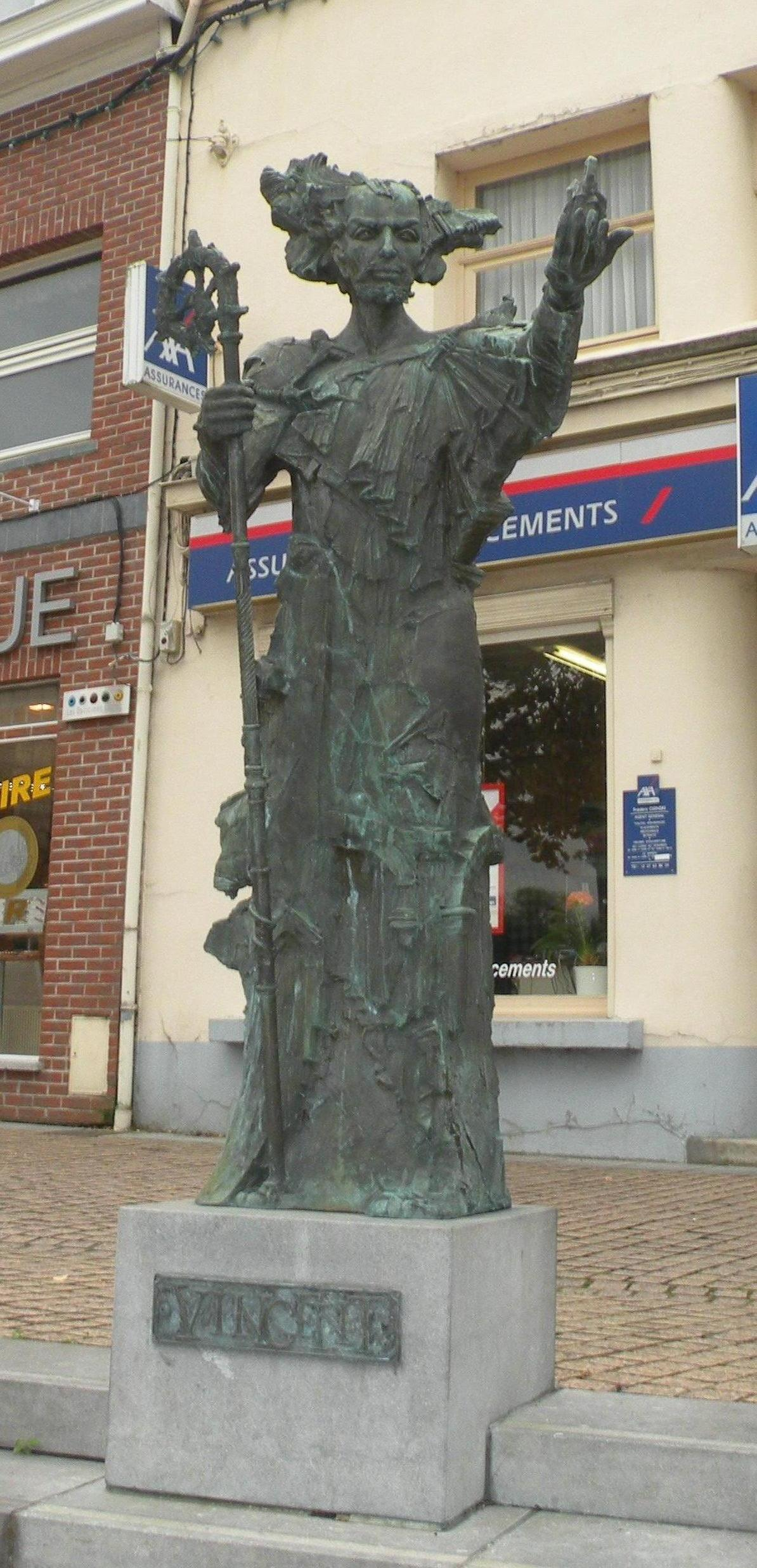
Statue de Vincent de Soignies à Hautmont.

Les éléments repris ci-dessous sont issus, sauf mention contraire, des travaux des Bollandistes.
- 607 : Naissance de Madelgarius de Famars à Strépy (cf. discussion sur son origine irlandaise)
- 636 : Mariage avec Waldetrude de Lommois, (sainte Waudru). Madelgaire a alors 29 ans tandis que Waudru est âgée de 24 ans selon Jacques Simon[2], de 14 ans selon les Bollandistes.
- 637: Naissance de son fils, Landry.
- 643: Madelgaire fait bâtir le monastère bénédictin d'Haumont.
- 646: Au décès de Walbert, Sigebert III confie la gouvernance du Hainaut au comte Madelgaire. Ce dernier accepte la charge, il l'assurera pendant dix années. (cf. discussion sur le titre de comte de Hainaut).
- 656: Madelgaire prend la tonsure et entre à l'Abbaye d'Haumont sous le nom de Vincent. Il a alors 49 ans.
- 670: Vincent se retire en ermitage, autour duquel se forme un monastère qui sera le berceau de la ville de Soignies.
- 676: Landry, jusqu'alors évêque régionnaire, accepte la charge de père abbé du monastère de Soignies.
- 677: Selon la tradition, c'est le 14 juillet 677 que meurt Vincent.

### Madelgaire était-il comte de Hainaut?
Madelgaire, selon Jacques de Guyse (XIVe siècle), fut le premier Comte de Hainaut. À sa suite, son fils Saint-Landry aurait renoncé à la couronne comtale.
Historiquement, la lignée héréditaire des Comtes de Hainaut débute cependant avec Régnier Ier de Hainaut dit Régnier au long col en 880. La charge de gouverneur du Hainaut existait cependant au VIIe siècle. Elle fut notamment endossée par Saint Walbert, père de Waudru de Mons.
Alban Butler, plus prudent que de Guyse, avance que Madelgaire était Comte en Hainaut. Il semble en effet que Madelgaire ait été élevé à la dignité de Comte et, par ailleurs, qu'il assura, au décès de Walbert, la gouvernance du Hainaut de 646 à 656. Il était donc probablement Comte-gouverneur du Hainaut.
Régnier au long col considérait probablement Madelgaire comme étant le premier Comte de Hainaut si l'on en juge par la dévotion dont il fit preuve à l'égard des reliques du Saint (cf. article sur Soignies). En 1397, le comte de Hainaut, Albert Ier de Hainaut, mentionne dans une charte qu'il est issu de Saint-Vincent de Soignies, Comte de Hainaut.
Mentionnons enfin que les armes primitives du Hainaut (d'or à trois chevrons de sable) sont celles de la famille de Walbert de Lommois, ce qui plaide également pour qu'un lien entre l'historique de mise en place de la couronne comtale du Hainaut et Madelgaire soit établi.

### Contribution irlandaise
Selon la tradition irlandaise rapportée par le chanoine et historien irlandais John O'Hanlon, Madelgaire serait d'origine irlandaise, et s'appelait Maelceadar (Mael Ceadar). Arrivé en France, ses qualités de guerrier aurait été reconnues et, en remerciement des services rendus (Dagobert Ier lui avait confié une mission en Irlande), la couronne comtale du Hainaut lui aurait été remise. L'hagiographe irlandais John Colgan (XVIIe siècle) plaça Sainte Aldetrude au rang des saints irlandais en raison de son sang irlandais lui venant de son père. Maelceadar est également fêté le 14 juillet.

### Études contemporaines
En 2002, Stefanie Hamann et Hermann Moisl (en) publient un article tendant à montrer que les sources irlandaises et franques semblent corroborer une présence de Madelgaire, envoyé par Dagobert Ier, à la bataille de Magh Rath à l'été 637. Madelgaire et Waudru se seraient installés en Irlande où leurs quatre enfants seraient nés.

## Liste des avoués de saint-Vincent

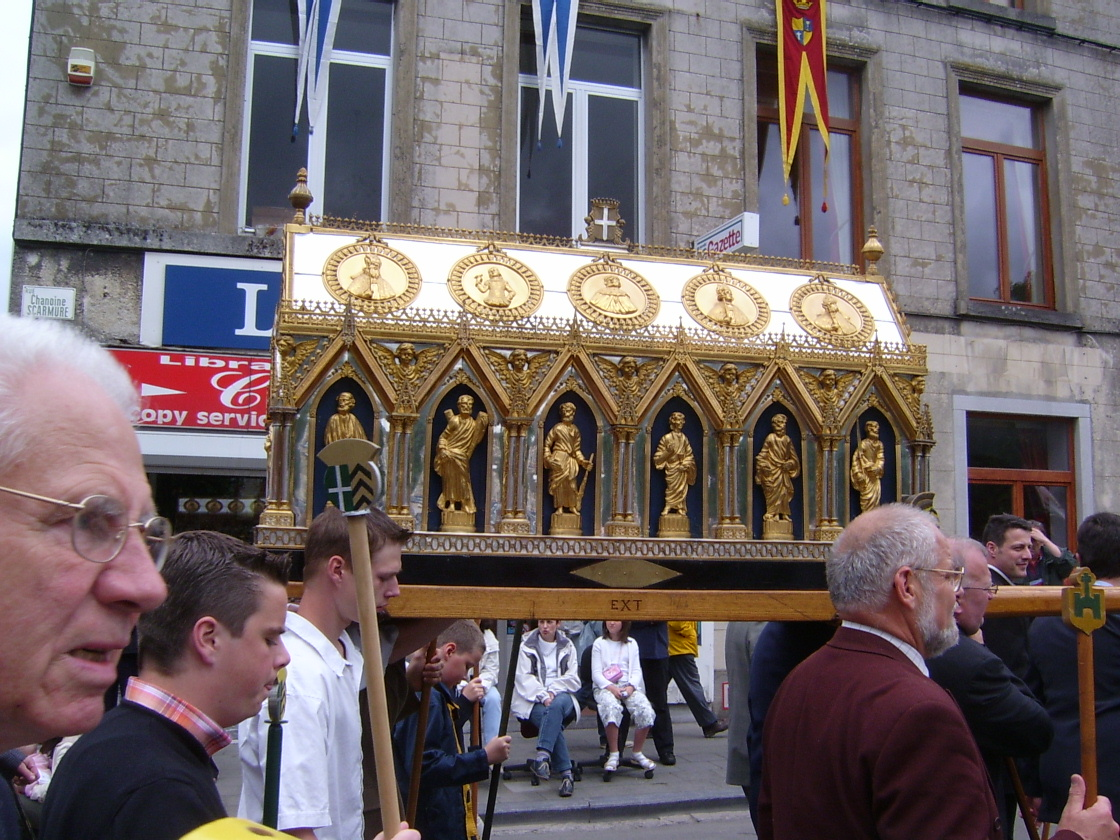
Châsse de saint Vincent (procession à Soignies en 2007).

Les reliques de Saint-Vincent furent très tôt l'objet de vénérations. Nombre de descendants du Saint vinrent en effet prêter serment sur son tombeau.
Les Comtes de Hainaut, la famille de Bourgogne, la maison d'Autriche avaient pour coutume de prêter le serment d'honneur sur les reliques de saint-Vincent ce qui en faisait des avoués de saint-Vincent.
- Charles d'Anjou, en 1254
- Albert Ier de Hainaut, en 1387
- Humphrey de Lancastre, duc de Gloucester, le 6 décembre 1423
- Philippe le Bon, joyeuse entrée en 1428, serment le 19 avril 1429
- Charles le Téméraire, en 1470
- Maximilien d'Autriche, en 1512
- Charles Quint est à Soignies en juin 1544 pour y rencontrer sa sœur Marie de Hongrie[16] et le 28 septembre 1544[17]. Sa prestation de serment est incertaine.
- Philippe II d'Espagne, le 3 septembre 1549
- Louis-Engelbert d'Arenberg, Duc d'Aremberg, le 20 janvier 1780

## Le Tour Saint Vincent

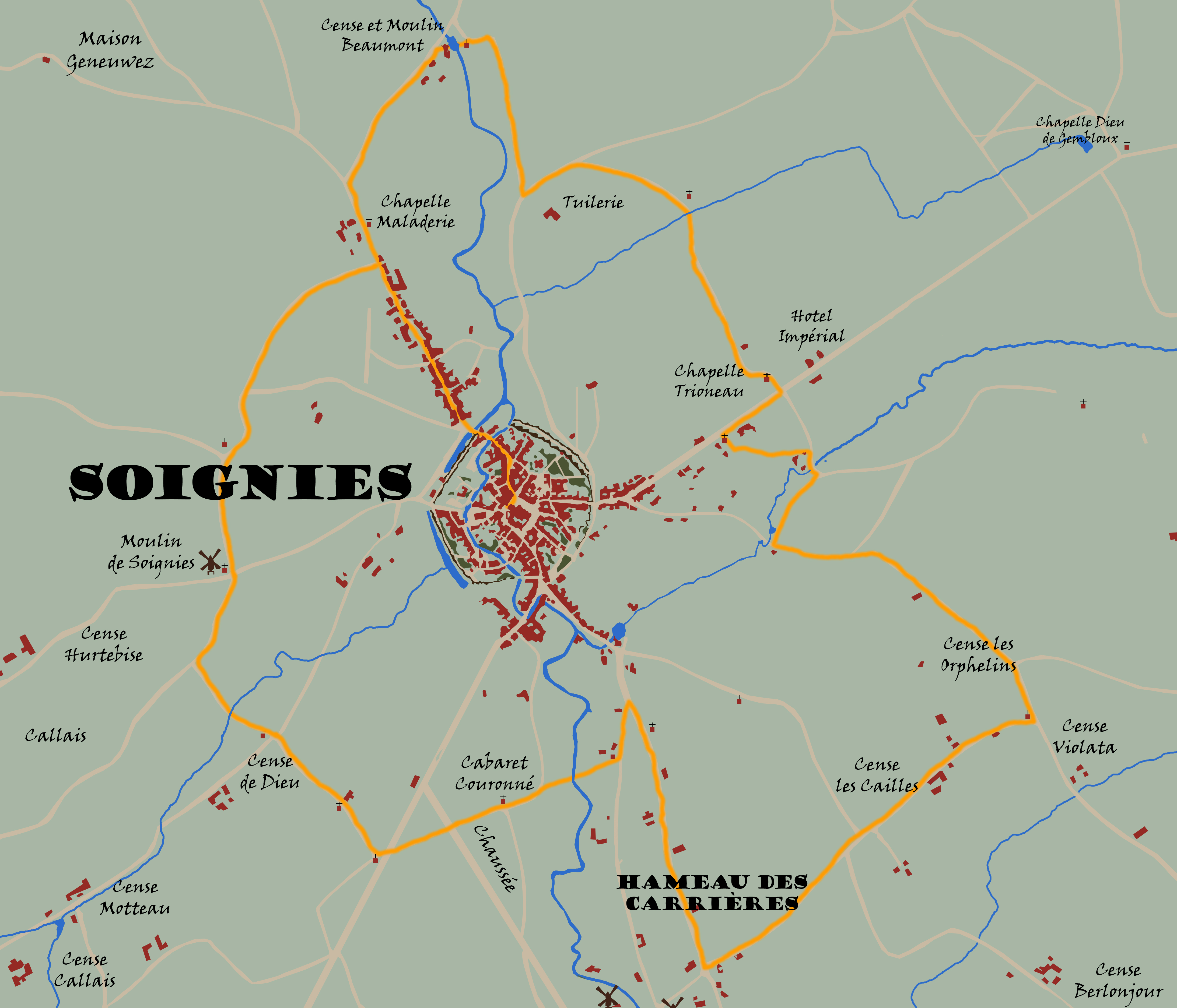
Carte Ferraris, vers 1775.

Chaque année, le lundi de la Pentecôte, les Sonégiens (habitants de Soignies) se réunissent tôt le matin pour « le grand tour » durant lequel ils « processionnent » la châsse de Saint-Vincent autour de la cité (11,2 km). Cette tradition fut mentionnée pour la première fois en 1262 (acte officiel du 4 avril 1262 par l'évêque de Cambrai Nicolas III de Fontaine) mais il est probable que la coutume lui soit antérieure de quelques années.
À six heures du matin, après la « descente » de la châsse et une messe solennelle, le cortège s'élance. Il sera accompagné par les tambours jusqu'aux portes de la ville (Cense del'Baille) d'où le Grand Tour démarrera véritablement. Un homme de fer, à cheval, accompagne le pèlerinage, il veille sur la châsse du Saint-Patron. Les confrères de la confrérie Saint-Vincent, se relaient pour porter la pesante châsse. De proche en proche, le cortège s'arrête aux différentes chapelles que compte le parcours. La foule entonne des Sante vincenti, ora pro nobis, le panégyrique de Vincent est fait à la chapelle du Marais Tilleriau lors d'une halte plus importante.

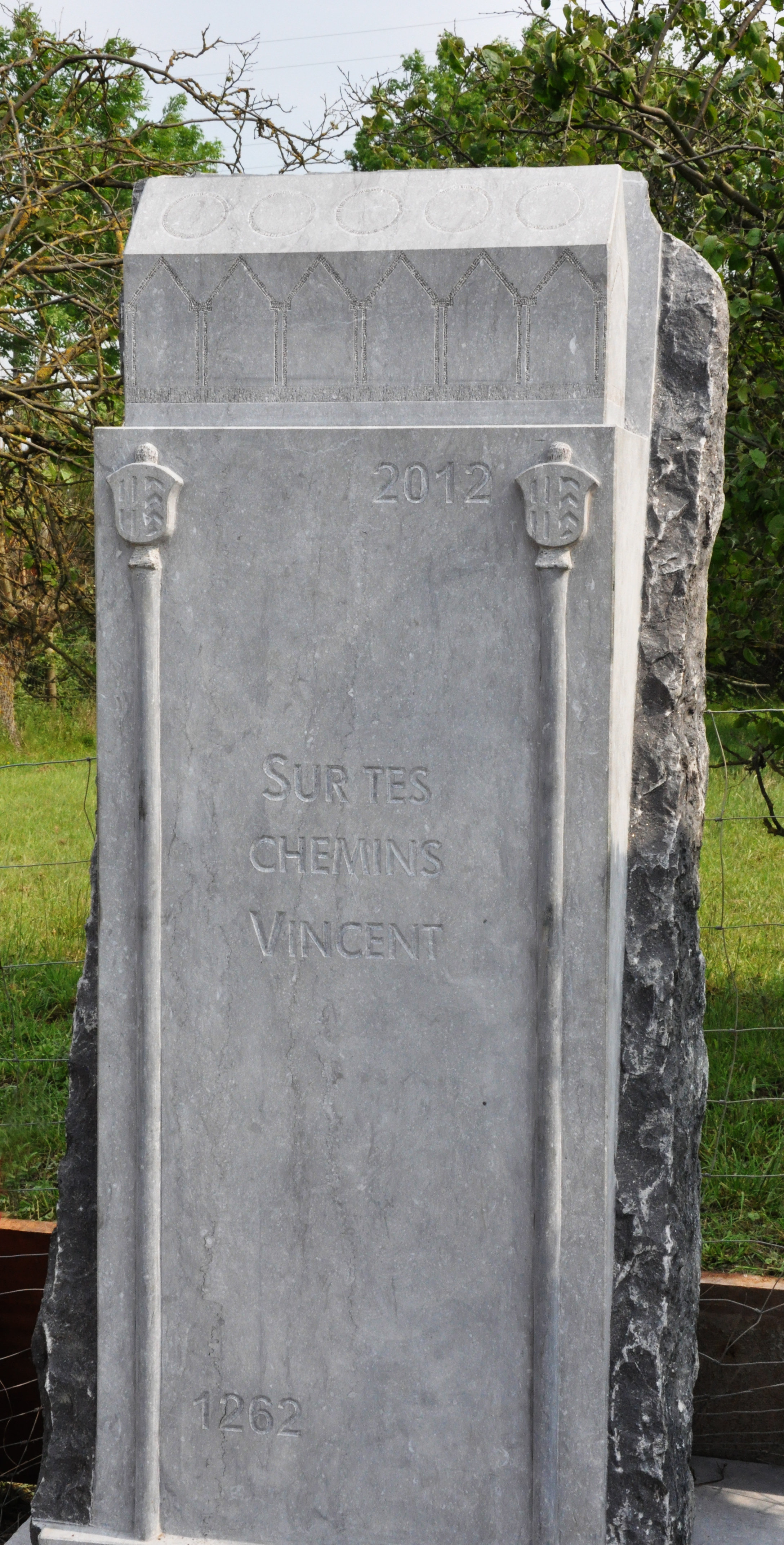
Sur tes chemins Vincent.

Une messe sera célébrée à l'église des Carrières. Avant de se remettre en route et de rallier la Cense del'Baille d'où démarrera la procession historique à 11 h. Cette procession est de tradition plus récente. Elle est constituée de différents tableaux vivants retraçant la vie du Saint et est clôturée par la châsse de Saint-Vincent et son gardien fidèle: l'Homme de fer.
Les festivités se clôturent par la « remontée » de la châsse en la collégiale Saint-Vincent qui reprend sa place dans la chapelle supérieure aménagée en 1720 au-dessus de l'autel du Chœur.
À droite, une carte établie selon la carte Ferraris (XVIIIe siècle) et reprenant l'itinéraire du grand tour tel qu'il existait à cette époque. Le trajet actuel n'a que peu varié. Les modifications sont dues à l'urbanisation de la ville (chemin de fer, zoning industriel).
Vincent est célébré le 14 juillet.

## Inauguration de la chapelle du750e
Le 28 mai 2012, à l'occasion du Grand Tour, les sonégiens ont fêté le 750e anniversaire de la première mention connue du tour Saint Vincent. Dans un courrier daté du 4 avril 1262, Nicolas III de Fontaines, évêque de Cambrai accorde aux pèlerins accomplissant le Grand Tour quarante jours d'indulgence. 750 ans plus tard, Monseigneur Garnier, Archevêque de Cambrai a consacré la chapelle du 750e située à la croisée du chemin de la Berlière et du chemin du Perlonjour à Soignies. Elle constitue désormais la dixième chapelle jalonnant le Tour,,,.

### Édifices religieux

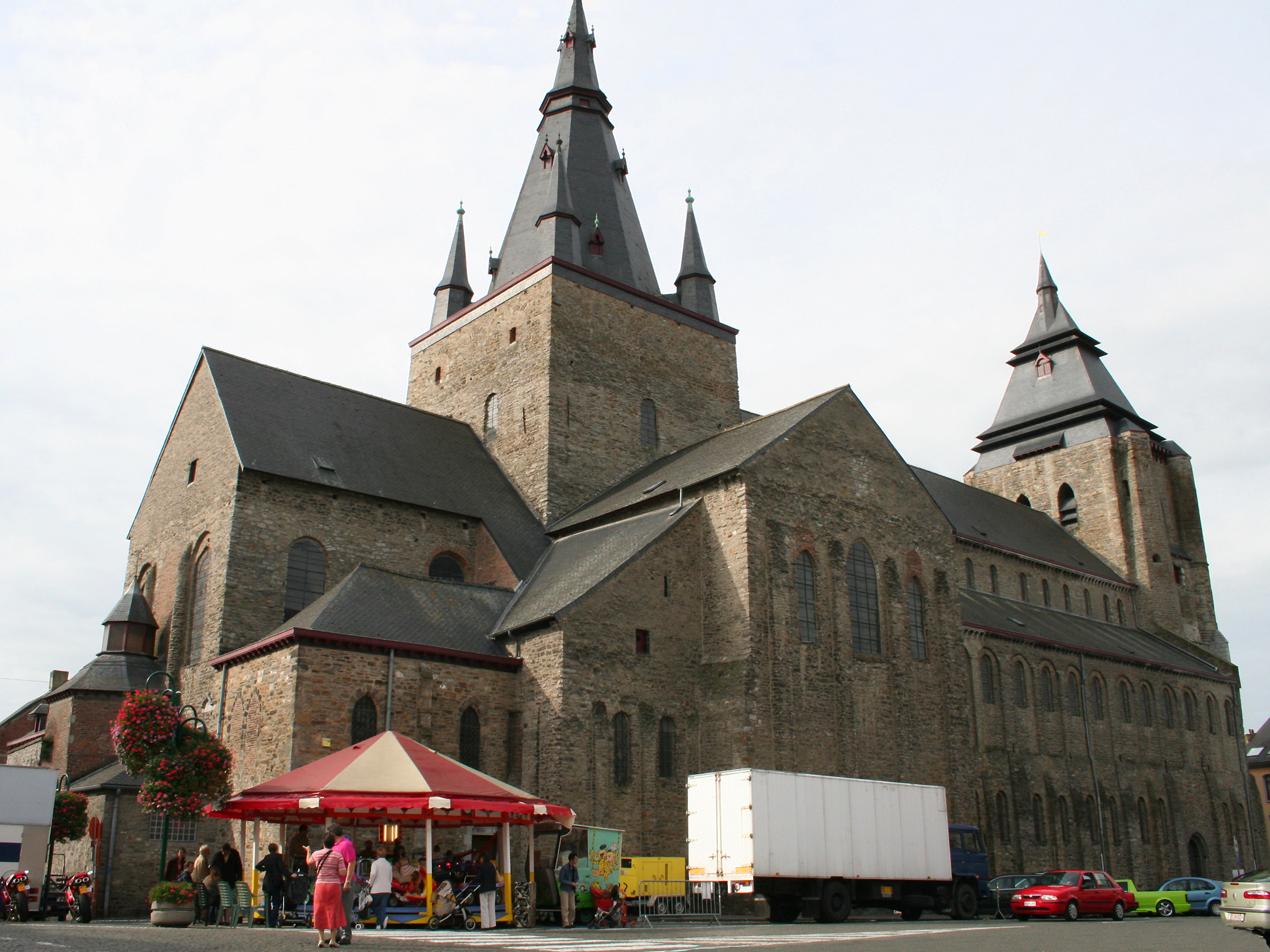
Soignies..
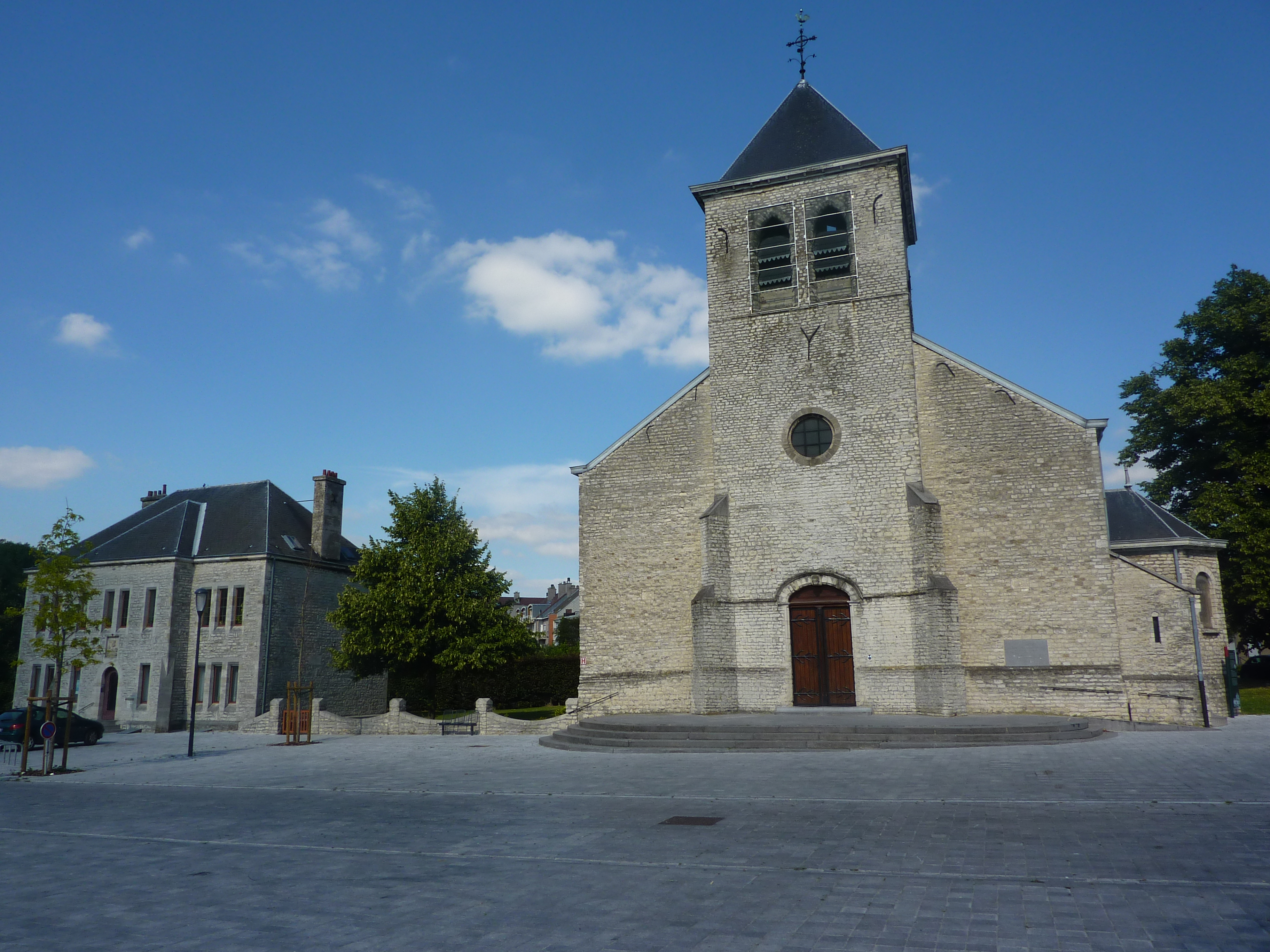
Evere..
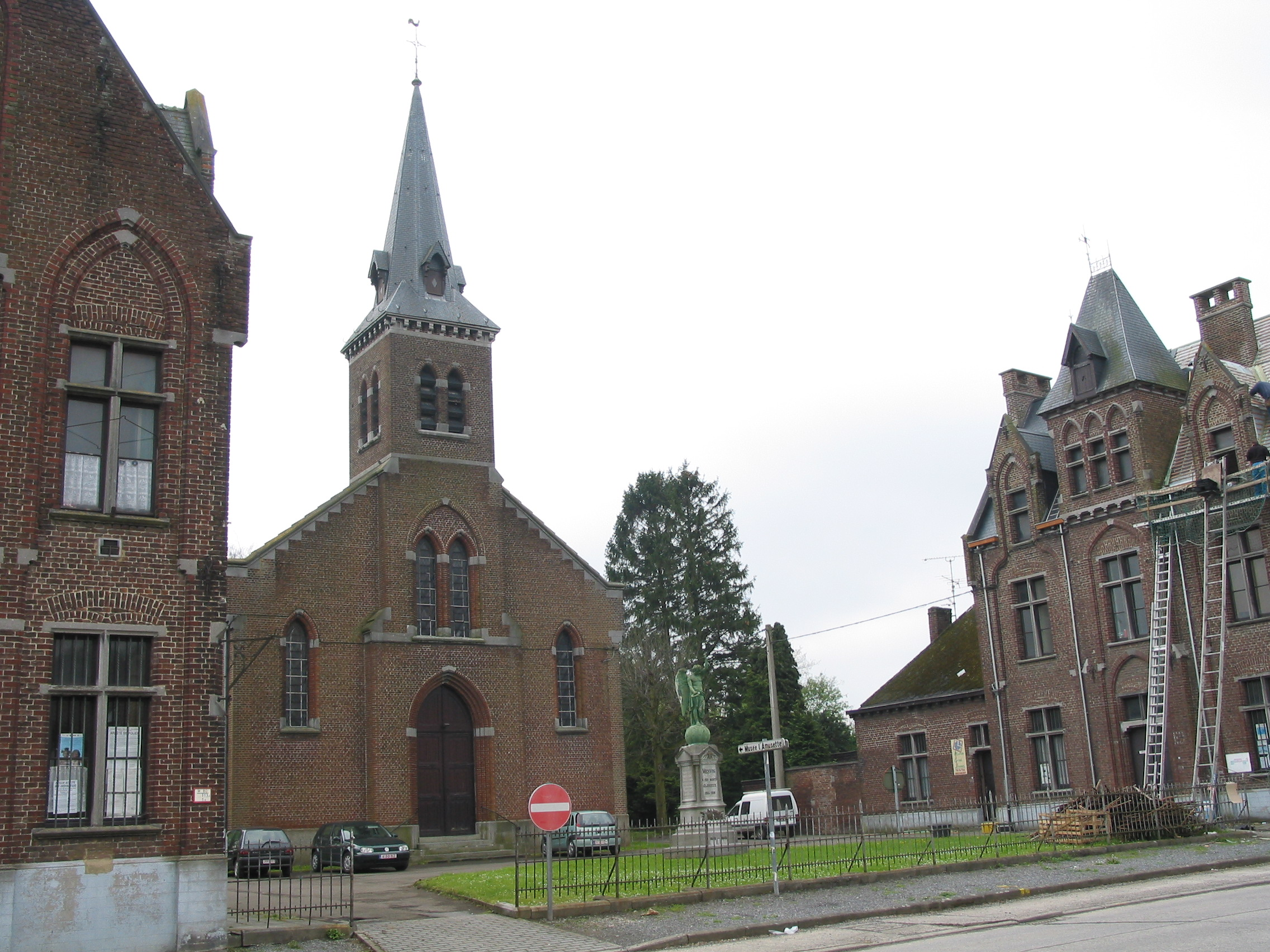
Mesvin..
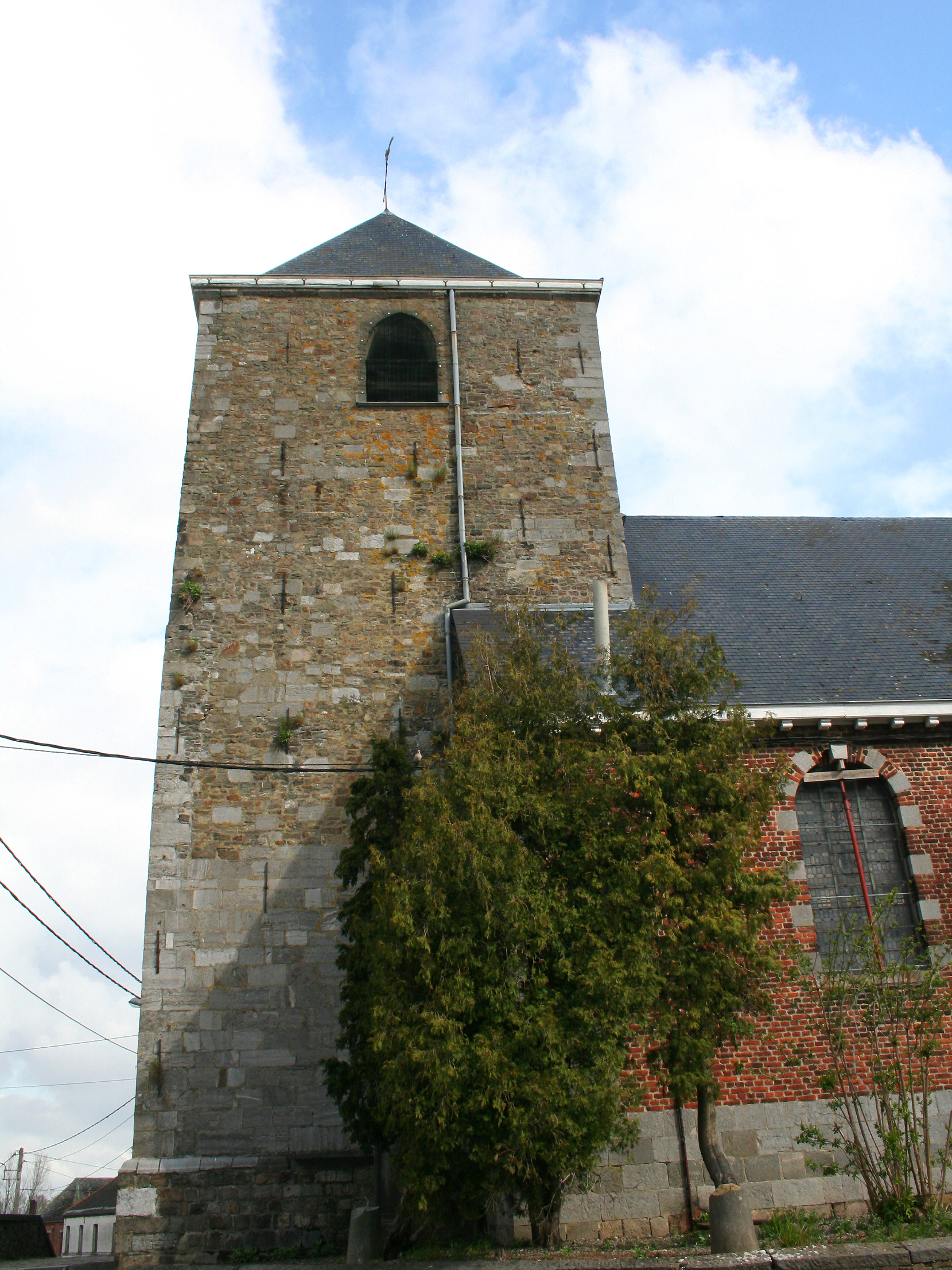
Haulchin..